# Psychotria fleuryana
Psychotria fleuryana är en måreväxtart som beskrevs av Ernest Marie Antoine Petit. Psychotria fleuryana ingår i släktet Psychotria och familjen måreväxter. Inga underarter finns listade i Catalogue of Life.